# Ventrifossa johnboborum
Ventrifossa johnboborum är en fiskart som beskrevs av Akitoshi Iwamoto 1982. Ventrifossa johnboborum ingår i släktet Ventrifossa och familjen skolästfiskar. Inga underarter finns listade i Catalogue of Life.